# Revanche (film)
Pour les articles homonymes, voir Revanche.
Pour plus de détails, voir Fiche technique et Distribution.
Revanche est un film autrichien réalisé par Götz Spielmann, sorti en 2008.

## Fiche technique
- Titre : Revanche
- Réalisation et scénario : Götz Spielmann
- Pays d'origine :  Autriche
- Durée : 121 minutes
- Date de sortie
  - Autriche : 16 mai 2008
  - France : 11 mars 2009

## Distribution
- Johannes Krisch : Alex
- Irina Potapenko (de) : Tamara
- Andreas Lust : Robert
- Ursula Strauss : Susanne
- Johannes Thanheiser : grand-père Hausner

## Distinctions

### Récompenses
- Festival de Berlin 2008 : Label Europa Cinemas

### Nomination
- Oscar 2009 : Nommé pour l'Oscar de meilleur film en langue étrangère